# Primera División (Uruguay)
Primera División je nejvyšší uruguayská fotbalová liga. Hraje se od roku 1900. Od roku 1932 je profesionální.
Dlouhodobě dominují 2 kluby z Montevidea: Peñarol a Nacional.

## Historie
Liga dvojnásobných mistrů světa se hraje už od roku 1900. Od roku 1932 je profesionální.
Dlouhodobě dominují 2 kluby z Montevidea: Peñarol a Nacional. Např. v letech 1930 až 1975 nevyhrál ligu nikdo jiný. Naopak v letech 1987 až 1991 vyhrály ligu 5× za sebou jiné týmy. Většina ostatních účastníků 1. ligy je rovněž z Montevidea.
V letech 1923 až 1925 se hrály 2 konkurenční ligy 2 svazů (ale 1925 se nedohrály). Byl založen svaz Federación Uruguaya de Fútbol (FUF), který vznikl vystoupením některých klubů ze svazu Asociación Uruguaya de Fútbol (AUF). Důvodem bylo potrestání Peñarolu a Centralu za porušování pravidel svazu. Některé kluby měly týmy v obou ligách. V roce 1926 se hrála "prozatímní" slučovací liga (Torneo del Consejo Provisorio) a od roku 1927 je zase jediná liga organizovaná AUF. Jelikož AUF neorganizovalo ligu FUF ani slučovací ligu, tak je nepovažuje za oficiální.
Do roku 1993 se hrálo každý s každým 2×. Od roku 1994 se určí vítěz 1. poloviny soutěže hrané od února do května (Apertura - každý s každým 1×) a vítěz 2. poloviny soutěže hrané od září do prosince (Clausura - každý s každým 1×), ti pak spolu hrají o titul.
V letech 2005 až 2016 se hrálo "evropským" systémem léto na severní polokouli až léto na severní polokouli, jinak se hrálo vždy v jednom kalendářním roce (čili léto na jižní polokouli až léto na jižní polokouli).

## Mistři
(Aktuální po 2019)
| Klub                 | Mistr | Mistrovské roky |
| -------------------- | ----- | --- |
| Peñarol              | 52    | 1900, 1901, 1905, 1907, 1911, 1918, 1921, 1924 (FUF), 1926 (CP), 1928, 1929, 1932, 1935, 1936, 1937, 1938, 1944, 1945, 1949, 1951, 1953, 1954, 1958, 1959, 1960, 1961, 1962, 1964, 1965, 1967, 1968, 1973, 1974, 1975, 1978, 1979, 1981, 1982, 1985, 1986, 1993, 1994, 1995, 1996, 1997, 1999, 2003, 2009–10, 2012–13, 2015–16, 2017, 2018 |
| Nacional             | 47    | 1902, 1903, 1912, 1915, 1916, 1917, 1919, 1920, 1922, 1923, 1924, 1933, 1934, 1939, 1940, 1941, 1942, 1943, 1946, 1947, 1950, 1952, 1955, 1956, 1957, 1963, 1966, 1969, 1970, 1971, 1972, 1977, 1980, 1983, 1992, 1998, 2000, 2001, 2002, 2005, 2005–06, 2008–09, 2010–11, 2011–12, 2014–15, 2016, 2019                                    |
| Montevideo Wanderers | 4     | 1906, 1909, 1923 (FUF), 1931 |
| Defensor Sporting    | 4     | 1976, 1987, 1991, 2007–08 |
| Danubio              | 4     | 1988, 2004, 2006–07, 2013–14 |
| River Plate FC       | 4     | 1908, 1910, 1913, 1914 |
| Rampla Juniors       | 1     | 1927 |
| Bella Vista          | 1     | 1990 |
| Central Español      | 1     | 1984 |
| Progreso             | 1     | 1989 |

## Nejlepší střelci
| #  | Hráč                   | Období  | Góly | Zápasy |
| -- | ---------------------- | ------- | ---- | ------ |
| 1  | Fernando Morena        | 1969–84 | 230  | 244    |
| 2  | Atilio García          | 1938–50 | 208  | 210    |
| 3  | Héctor Scarone         | 1916–34 | 163  | 191    |
| 4  | Pablo Terevinto        | 1920–31 | 124  | 157    |
| 5  | Alberto Spencer        | 1960–70 | 113  | 166    |
| 6  | René Borjas            | 1920–31 | 109  | 199    |
| 7  | Héctor Castro          | 1921–36 | 107  | 181    |
| 8  | Óscar Míguez           | 1948–60 | 107  | 137    |
| 9  | Pedro Petrone          | 1923–33 | 103  | 97     |
| 10 | Juan Peregrino Anselmo | 1922–35 | 102  | 180    |